# Bimota DB1
La DB1 est un modèle de motocyclette sportive créé par la firme italienne Bimota.
La DB1, pour Ducati Bimota n°1, apparaît au salon de Milan en 1985. Elle est l'œuvre de l'ingénieur Federico Martini, remplaçant de Massimo Tamburini. Elle reprend le moteur qui équipe les 750 Paso ou 750 F1. Il est dégonflé pour n'offrir que 62 chevaux.
Comme sur la Paso, le moteur est totalement enclos sous le carénage. Également comme sur la Paso, les roues n'ont un diamètre que de 16 pouces, ce qui rend la conduite assez difficile pour les pilotes habitués aux roues plus grandes, la moto ayant tendance à se redresser en cas de prise de frein sur l'angle. Ces jantes en aluminium sont fabriquées par Bimota.
La fourche et l'amortisseur sont signés Marzocchi. Le freinage est confié à Brembo, avec deux disques de 280 mm à l'avant et un disque de 260 mm à l'arrière, pincés par des étriers série Or.
Elle n'est disponible qu'un une seule couleur. Le carénage est blanc avec une bande tricolore rouge, blanche et verte sur le réservoir, les flancs et la coque arrière. Le cadre est rouge.
La DB1 est l'évolution d'un prototype commandé par frères Castiglioni, fondateurs de Cagiva, propriétaire alors de Ducati. Le moteur provenait de la 650 Pantah, les roues de 16 pouces. Si le moteur n'est pas totalement caché, il ne manque que deux flancs de carénage reliant la tête de fourche au sabot pour le faire disparaitre.
La DB1 standard est remplacée par la DB1 S en 1986. Sa présentation a lieu au salon de Cologne.
Le diamètre des carburateurs passe à 41 mm, les échappements sont remplacés par des Conti. Elle revendique un gain de 15 chevaux. 63 exemplaires ont été construits pour 8 743 €.
Elle est remplacée par la DB1 SR en 1987. Sa présentation officielle a lieu au salon de Milan de la même année.
Le moteur est remplacé par celui qui équipe la série spéciale de la 750 F1, la Santa Monica. Il est annoncé pour 93 chevaux. Les jantes en aluminium cèdent la place à des modèles plus légers en magnésium siglés Marvic. L'échappement 2-en-1 remplace la double sortie.
Le carénage est rouge avec des bandes blanches sur les flancs et la coque arrière. Le réservoir porte une bande verte en plus de la bande blanche, symbolisant le drapeau italien.
Curieusement, bien qu'elle s'appelle SR, certains modèles portent sur le carénage le nom de DB1 RS.
Bimota a vendu 153 machines à 9 528 €,.
Une version DB1 J a été commercialisée uniquement au Japon, utilisant le moteur de la Ducati F3, à 53 exemplaires, entre 1986 et 1987.